# Gorgone basigera
Gorgone basigera là một loài bướm đêm trong họ Noctuidae.